# Огородники (Барановичский район)
Огоро́дники (бел. Агароднікі) — деревня в Барановичском районе Брестской области Беларуси. Входит в состав Городищенского сельсовета. Население — 2 человека (2023).

## Этимология
Название социально-бытового происхождения: огородники — крестьяне в ВКЛ, поселённые на небольших участках земли и обязанные выполнять определённые повинности. В соответствии с «Уставом на волоки» огородники сселялись в небольшие сёла по 10—20 хозяйств вблизи господского двора. «Огородники как особая форма крестьян в поместьях, оформились во время аграрных реформ. Сложились огородники главным образом из бывшей челяди невольной». Само понятие огородник было известно и до реформы XVI века, оно возникло с появлением земледелия.

## География
Расположена у речки Мышанка, в 25 км по автодорогам к северо-западу от центра Барановичей, на расстоянии 13,5 км по автодорогам к юго-западу от центра сельсовета, городского посёлка Городище. К северо-западу от деревни протекает река Мышанка.

## История
В 1897 году — деревня Городищенской волости Новогрудского уезда Минской губернии, 27 дворов, водяная мельница. В 1909 году — 44 двора.
После Рижского мирного договора 1921 года — в составе Городищенской гмины Новогрудского повета Новогрудского воеводства Польши.
С 1939 года — в составе БССР, с конца июня 1941 года до начала июля 1944 года оккупирована немецко-фашистскими войсками.
В 1940–62 годах — в Городищенском районе Барановичской, с 1954 года Брестской области. Затем передана Барановичскому району.
В 2013 году передана из упразднённого Гирмантовского сельсовета в Городищенский.

## Население
По состоянию на 1 января 2023 года в деревне проживало 2 человека в 2 хозяйствах, в том числе 0 моложе трудоспособного возраста, 1 — в трудоспособном возрасте и 1 — старше трудоспособного возраста. 
| Численность населения (по переписи) | Численность населения (по переписи) | Численность населения (по переписи) | Численность населения (по переписи) | Численность населения (по переписи) | Численность населения (по переписи) | Численность населения (по переписи) | Численность населения (по переписи) |
| 1897                                | 1909                                | 1921                                | 1939                                | 1959                                | 1999                                | 2009                                | 2019                                |
| ----------------------------------- | ----------------------------------- | ----------------------------------- | ----------------------------------- | ----------------------------------- | ----------------------------------- | ----------------------------------- | ----------------------------------- |
| 204                                 | ↗267                                | ↘104                                | ↗173                                | ↘125                                | ↘11                                 | ↘5                                  | ↘4                                  |